# Giro della Toscana 2018
Il Giro della Toscana - Memorial Alfredo Martini 2018, novantesima edizione della corsa e valevole come evento dell'UCI Europe Tour 2018 e della Ciclismo Cup 2018 categoria 1.1, si svolse il 19 settembre 2018 su un percorso di 198,9 km, con partenza e arrivo a Pontedera, in Italia. La vittoria fu appannaggio dell'italiano Gianni Moscon, il quale completò il percorso in 5h13'03", alla media di 38,12 km/h, precedendo il francese Romain Bardet e il connazionale Domenico Pozzovivo.
Sul traguardo di Pontedera 93 ciclisti, su 139 partenti, portarono a termine la competizione.

## Squadre e corridori partecipanti
| N.    | Cod. | Squadra                     |
| ----- | ---- | --------------------------- |
| 1-7   | WGG  | Wanty-Groupe Gobert         |
| 11-17 | ITA  | Italia                      |
| 21-27 | TBM  | Bahrain-Merida              |
| 31-37 | ALM  | AG2R La Mondiale            |
| 41-47 | DDD  | Team Dimension Data         |
| 51-57 | GFC  | Groupama-FDJ                |
| 61-67 | MOV  | Movistar Team               |
| 71-77 | SKY  | Team Sky                    |
| 81-87 | UAD  | UAE Team Emirates           |
| 91-97 | ANS  | Androni Giocattoli-Sidermec |

| N.      | Cod. | Squadra                         |
| ------- | ---- | ------------------------------- |
| 101-107 | BRD  | Bardiani CSF                    |
| 111-117 | NIP  | Nippo-Vini Fantini-Europa Ovini |
| 121-127 | WIL  | Wilier Triestina-Selle Italia   |
| 131-137 | DMP  | Delko Marseille Provence KTM    |
| 141-147 | FST  | Team Fortuneo-Samsic            |
| 151-157 | CJR  | Caja Rural-Seguros RGA          |
| 161-167 | COF  | Cofidis, Solutions Crédits      |
| 171-177 | GAZ  | Gazprom-RusVelo                 |
| 181-187 | SMV  | Sangemini-MG.K Vis-Vega         |
| 191-197 | AZT  | d'Amico Utensilnord             |

## Ordine d'arrivo (Top 10)
| Pos. | Corridore          | Squadra      | Tempo    |
| ---- | ------------------ | ------------ | -------- |
| 1    | Gianni Moscon      | Sky          | 5h13'03" |
| 2    | Romain Bardet      | AG2R         | s.t.     |
| 3    | Domenico Pozzovivo | Bahrain-Mer. | a 5"     |
| 4    | Giovanni Visconti  | Bahrain-Mer. | a 1'22"  |
| 5    | Marco Tizza        | Nippo        | s.t.     |
| 6    | Mattia Cattaneo    | Androni      | s.t.     |
| 7    | Matej Mohorič      | Bahrain-Mer. | s.t.     |
| 8    | Mauro Finetto      | Delko Mar.   | s.t.     |
| 9    | Mathias Frank      | AG2R         | s.t.     |
| 10   | Diego Ulissi       | UAE          | s.t.     |